# Коронавірусна хвороба 2019 в Австрії
Коронавірусна хвороба 2019 в Австрії — розповсюдження вірусу територією країни.

## Статистика
|-
|}

## Перебіг подій

### 2020
Перший випадок в країні зареєстровано 25 лютого, коли підтвердилося два випадки зараження COVID-19: 24-річний чоловік та 24-річна жінка з Ломбардії (Італія) були протестовані на коронавірусну хворобу і мали позитивний результат. Відтак вони лікувалися у лікарні міста Інсбрук (Тіроль) . Станом на 30 березня в Австрії 9,377 хворих, 108 померло, 636 видужало.
4 квітня в Австрії за попередню добу одужало людей більше, ніж захворіло. Кількість зареєстрованих випадків зросла до 11 525, що на 354 більше, ніж днем раніше. У той же час з лікарень було виписано 485 осіб, а загальне число пацієнтів, які одужали, зросло до 2507 осіб. 4 квітня канцлер оголосив про відстеження переміщення населення за допомогою смартфонів. 2 млн осіб, що не мають смартфонів, роздадуть спеціальні брелоки. Подібні додатки для стеження за переміщенням планують вводити і в Німеччині, йде їх тестування.
6 квітня канцлер Австрії Себастьян Курц оголосив про перші послаблення карантину після 14 квітня — відкриття маленьких магазинів. Решта магазинів і торгові центри, а також перукарні планують відкривати з 1 травня. Канцлер підкреслив, що Австрія справляється з коронавірусною кризою краще, ніж будь-яка інша країна Європи.
21 квітня уряд Австрії ухвалив поступове припинення карантину з 1 травня. Так, з початку травня буде відкрито непродуктові магазини й торговельні центри, а з 15-го травня — ресторина й бари (до 23:00), дозволено проведення релігійних служб, відкрито школи для молодших класів.
З 4 травня на летовищі Відня було запроваджено добровільне тестування будь-якого пасажира на коронавірус, отримавши результат за 2-3 години. Вартість тесту складає 190 євро, у випадку негативного результату людина зможе уникнути двотижневої самоізоляції.
14 липня Австрія продовжила заборону на авіасполучення з Україною, введену раніше.
22 липня в країні було введено масковий режим у громадських місцях та штраф за проїзд без маски в транспорті розміром 50 євро.
25 липня Австрія посилила правила в'їзду для іноземців з 32 держав, включно з Україною. Від них вимагатиметься пред'явити негативні результаті ПЛР-тесту на коронавірус.
Але вже 31 липня було скасовано заборону авіасполучення з 18 країнами, включно з Україною. Туристи мають мати негативний тест на коронавірус або здати його протягом 48 годин після приїзду.
11 вересня в країні було введено обов'язковий масковий режим у школах та магазинах. 13 вересня влада країни заявила про початок другої хвилі захворюваності, коли за добу 12 вересня було зафіксовано 850 хворих.
24 вересня уряд оголосив те, що гірськолижний сезон в країні буде відкрито, але карантинними обмеженнями. Зимові види спорту є суттєвою частиною економіки Австрії, а туризм складає ~15 % економіки.
23 жовтня терміном на 4 тижні в Австрії було повторно посилено карантин, зокрема, збори в закритих приміщеннях обмежили групами до шести осіб, а на відкритому повітрі — до 12 осіб.
26 грудня в Австрії почав діяти третій за рахунком локдаун. Магазини відкриються 18 січня, але туди будуть пропускати лише тих, хто пройшов тест.

### 2021
Національний карантин було продовжено щонайменше до 24 січня, а закриття другорядних магазинів та туристичних закладів продовжено до 24 січня. 25 січня жителів Австрії зобов'язали носити високозахисні респіратори з високим ступенем захисту класу FFP2.
На 8 лютого було заплановано початок поступового пом'якшення карантину.
16 березня у країні було призупинено застосування вакцини AstraZeneca через можливі проблеми зі згортанням крові у пацієнтів після щеплення.
З 6 квітня в Австрії введено заборону на відвідування магазинів без негативного тесту.
З 1 жовтня карантин було посилено, до нічних клубів та місць громадського харчування було дозволено пускати лише вакцинованих осіб або тих, хто має негативні результати тестів. 28 жовтня було зафіксовано 4261 новий випадок, максимальне число з початку пандемії.
26 грудня у Відні повторно пройшли протести проти обов'язкової вакцинації та карантину.